# Квернаула (Артани)
Квернаула (груз. კვერნაულა) — село в Грузии, на территории Тианетского муниципалитета края (мхаре) Мцхета-Мтианети.

## География
Село находится в центральной части Грузии, на левом берегу реки Иори, на расстоянии приблизительно 6 километров (по прямой) к северо-северо-востоку от посёлка городского типа Тианети, административного центра муниципалитета. Абсолютная высота — 1185 метров над уровнем моря.

## Население
По результатам официальной переписи населения 2014 года в Квернауле проживало 40 человек (22 мужчины и 18 женщин). В национальной структуре населения грузины составляли 100 %.
| Год  | Население, человек |
| ---- | ------------------ |
| 2002 | 37                 |
| 2014 | ↗ 40               |